# ビブリオ・バルニフィカス
ビブリオ・バルニフィカス（Vibrio vulnificus  :  V.v、"ヴルニフィクス"とも）はグラム陰性小桿菌の腸炎ビブリオに類似した性質を持つコンマ状ビブリオ。Farmar らによって1979年に同定され1980年にラテン語で「傷を負わせる」の意の vulnificus からVibrio vulnificus（ラテン語としてはウィブリオー・ウルニフィクス「振動する菌」の意） と命名された。日本では一般に「人食いバクテリア」と呼ばれる細菌の一つ。
1970年にヒトへの感染例が Roland らにより報告された、日本では1978年に症例が報告され、有明海や八代海沿岸での発症報告が多い。ヒトに経口または創傷感染して感染性胃腸炎や重篤な敗血症や中耳炎の原因になる。

## 兆候と症状
以下3種類の感染を引き起こす可能性のある、病原性が高い菌である。
- 急性胃腸炎 -生または調理が不十分な魚や貝を食べることによる。症状には、嘔吐、下痢、腹痛などを引き起こす。
- 壊死性創傷感染 - 汚染された海水に外傷が晒されたことによる。壊死性筋膜炎など。
- 侵食性敗血症 - 生または調理が不十分な貝を食べることによる。

潜伏期間は、数時間から2日間（多くは24時間以内）。発熱、悪寒と皮膚（主に下肢）に激しい痛み。皮疹、腫れ、発赤、血圧の低下などの症状を発症。症状の変化は急速に進行する。
肝疾患や糖尿病などの基礎疾患がある場合や免疫低下状態にある者が、夏期に海産物を生食することにより発症すると考えられている。肝臓疾患患者や喘息などの治療で使うステロイド薬剤を使用している人、鉄欠乏性貧血などで鉄剤を内服している人、アルコールを大量に飲む人も重症化の危険度が高い。恐ろしい病気であるが、汚染食品を食べても健康な人は大きな問題はない場合もある。但し、軽い下痢や腹痛の場合はある。
基礎疾患、既往症が無い高齢者が感染し劇症化した例も報告されている。

## 治療と予後
- テトラサイクリン、第三世代セファロスポリン系抗生剤の投与。
- 対症療法。
- 救命のために早期に広範囲の壊死組織切除。

重症化すると、全身に急激に進行する壊死性筋膜炎などを生じ、壊死組織の除去（デブリードマン）や患肢切断術を行わないと数時間から48時間で死に至ることもある。しかしながら、病状の進行が急速で重篤な状態に陥ることもあり、診断治療に難渋することもある。
血液に入って全身感染した場合は、感染者の50～70%が死亡する。

## 疫学
DNA解析により18菌型に分類されている。代謝産生物（インドール）などからは3型に分けられる。
生息環境は腸炎ビブリオと似ており、沿岸近くの海水や海泥、そこに生息する魚介類に広く分布する。淡水中では増殖しないが、腸炎ビブリオが適さない低塩分（1.0～2.0 ‰）の海域でも広く生息する。従って塩分濃度の低い、河口域や河川水が流入し外海との海水の入れ替えが行われにくい奥深い湾や干拓地の調整池等の塩分濃度の低い汽水域に多く分布する。海水温が20℃を上回る日が継続すると急激に菌数は増加する。
宮城県保健環境センターの調査によれば、 V.v は普通に汽水域の海水中に生息している。海水温が20℃を超える時期には生鮮貝類、特にアサリは50%程度が汚染されているが、低温で保存すると1日で菌数は急激に減少する。通常アサリは加熱して食用とするため問題はない。また、低温（15℃以下）での流通がされていれば汚染は問題にならないとしている。

### 感染例
- 2001年7月に熊本県八代郡で生のアナジャコや、魚の刺身を食べた男性3人が発症し1名死亡、2名重体となった。
- 静岡県でアルコール性肝障害で通院歴のあった72歳男性が壊死性筋膜炎の急激な悪化と多臓器不全のため死亡。
- 2005年、アメリカ合衆国ではハリケーン・カトリーナにより被災約2万8,500人が避難したヒューストンのアストロドーム球場で、感染性胃腸炎が集団発生し、移送された4人がこれに感染し死亡した[6]。
- 2011年9月に神奈川県小田原市で生しらすを食べた74歳男性が発症し壊死性筋膜炎が劇症化、多臓器不全及び敗血症のため死亡した。男性は肝機能障害等は無かったが発症、劇症化したケースである。

- 2017年、アメリカのテキサス州の31歳の男性が、右脚にタトゥーを入れ、5日後にメキシコ湾で泳ぎ、海でタトゥーから感染し、3日後に両脚に痛みを訴え入院。入院から2ヶ月後に敗血性ショックで死亡した[7]。

- ヒトからヒトへの感染は報告がない。